# Distrikt El Carmen (Chincha)
Der Distrikt El Carmen liegt in der Provinz Chincha der Region Ica im Südwesten von Peru. Der am 28. August 1916 gegründete Distrikt hat eine Fläche von 755 km². Beim Zensus 2017 lebten 13.173 Einwohner im Distrikt. Im Jahr 1993 lag die Einwohnerzahl bei 8797, im Jahr 2007 bei 11.725. Die Distriktverwaltung befindet sich in der 155 m hoch gelegenen Kleinstadt El Carmen mit 2794 Einwohnern (Stand 2017). El Carmen befindet sich 14 km vom Meer entfernt. Die Stadt liegt südlich des Río Matagente, den südlichen Mündungsarm des Río San Juan. Außerdem befindet sich die Stadt 12 km südöstlich der Provinzhauptstadt Chincha Alta.
Die afro-peruanische Volksgruppe ist in dem Distrikt stark vertreten. Die Schutzpatronin ist Unsere Liebe Frau auf dem Berge Karmel (span. Virgen del Carmen).

## Geographische Lage
Der Distrikt El Carmen liegt im äußersten Süden der Provinz Chincha. Der Distrikt besitzt eine etwa 4,5 km lange Küstenlinie am Pazifischen Ozean und reicht etwa 55 km ins Landesinnere. Der Río Matagente durchquert den Distrikt unweit der nördlichen Distriktgrenze in westlicher Richtung. Westlich der Stadt El Carmen wird bewässerte Landwirtschaft betrieben. Östlich und südöstlich von El Carmen herrscht Wüstenvegetation. Wenige Kilometer östlich von El Carmen erheben sich die Berge der peruanischen Westkordillere. Diese erreichen im äußersten Osten des Distrikts Höhen von über 2900 m. Die Nationalstraße 1S (Panamericana) durchquert den Distrikt nahe der Küste in Nord-Süd-Richtung.
Der Distrikt El Carmen grenzt im äußersten Nordwesten an den Distrikt Chincha Baja, im Norden an den Distrikt Alto Larán, im Nordosten an den Distrikt Capillas (Provinz Castrovirreyna), im Südosten an den Distrikt Huancano (Provinz Pisco) sowie im Süden an die Distrikte Humay, Independencia und San Clemente (alle in der Provinz Pisco).